# Sahlensee
Der Sahlensee ist ein kleiner See bei Bad Soden-Salmünster im Main-Kinzig-Kreis im hessischen Spessart.

## Beschreibung
Der Sahlensee befindet sich im Jossatal, südlich des Stadtteils Mernes, in der Nähe der Gemarkungsgrenze zum Jossgrunder Ortsteil Burgjoß, auf etwa 195 m ü. NHN. Seine Wasserfläche beträgt etwa 0,7 ha. Er liegt zwischen der Landesstraße 3197 und der Jossa, im nach ihm benannten Naturschutzgebiet „Sahlensee bei Mernes“. Das 14,22 ha große Naturschutzgebiet wurde 1979 ausgewiesen. Nördlich des Sahlensees verläuft der Mohrenbach und etwa einen Kilometer östlich die Landesgrenze zu Bayern.